# E Jie
E Jie (en chino: 鄂傑; 24 de junio de 1967) es una deportista china que compitió en esgrima, especialista en la modalidad de florete.
Ganó una medalla de bronce en el Campeonato Mundial de Esgrima de 1990, en la prueba por equipos. Participó en los Juegos Olímpicos de Barcelona 1992, ocupando el sexto lugar en el torneo por equipos.

## Palmarés internacional
| Campeonato Mundial | Campeonato Mundial | Campeonato Mundial | Campeonato Mundial  |
| Año                | Lugar              | Medalla            | Prueba              |
| ------------------ | ------------------ | ------------------ | ------------------- |
| 1990               | Lyon (Francia)     | Medalla de bronce  | Florete por equipos |